# سه دران (ده كردي)
سه دران (بالفارسية: سه‌دران) هي قرية تقع في إيران في البلدة المركزية. يقدر عدد سكانها بـ 31 نسمة .